# Sant Domènec de Peralada
Sant Domènec és un antic convent dominic, originàriament agustí, a la vila de Peralada (Alt Empordà) del qual només en resta el claustre, que ha estat catalogat com a Bé cultural d'interès nacional. El claustre de Sant Domènec es troba aïllat, al jardí del que actualment és l'oficina de turisme de Peralada. El convent de Sant Domènec de Peralada, de frares agustins, fou fundat segurament a la segona meitat del segle xi. L'any 1578, després que s'extingís la comunitat d'agustins, Francesc Dalmau, vescomte de Rocabertí, promogué que fos ocupat pels dominics (d'on prové el nom actual), que hi restaren fins a l'exclaustració del 1835.
Els edificis conventuals, amb l'església (obra, sembla, del segle xviii), foren aterrats fa uns anys perquè amenaçaven ruïna, i només en quedà el claustre, que fou consolidat i enjardinat, i protegit per una tanca. Un estudi minuciós ha demostrat que el claustre fou muntat de nou en una època tardana, difícil de precisar, aprofitant els elements romànics anteriors. Pot ser que aquest claustre procedís d'un altre lloc, però el més lògic és suposar que pertanyia a l'antic convent dels agustins. Gaietà Barraquer, en el seu Casas de religiosos de Cataluña, hi dedica un article amb a penes una pàgina d'extensió en el capítol vuitè relatiu als dominics en què descriu succintament la resta de dependències conventuals en què constata en la seva visita del 1894 que «l'edifici manca d'importància arquitectònica, amb excepció del claustre, ja que no passa de les dimensions i caràcter d'una casa particular».
El claustre és de dimensions més aviat reduïdes. Té la planta lleugerament rectangular, amb sis parells de columnes a les ales E i W i set parells a les N i S, sobre un basament que només deixa una obertura per accedir a l'interior. Les dimensions màximes exteriors són de 9,38 m per 11,38 m, i les interiors 7,80 m per 9,90 m. Els arcs són rebaixats, probablement a causa d'una reconstrucció que va patir el claustre in situ. A més a més, la iconografia dels capitells no té una seqüència lògica, fet que fa pensar en un canvi d'ordre després de l'esmentada reconstrucció.
Les arcades i columnes tenen com a base un gros plint i estan disposades per parelles, set parelles al nord i sud, i sis parelles a l'est i a l'oest. Cada columna està formada per la base (gairebé sempre es componen per un dau quadrat i, damunt, dos tors separats per una escòcia), el fust sense èntasi, un capitell i un àbac per cada dos capitells.
L'escultura dels capitells és una obra de temàtica variada. Segons els elements iconogràfics reproduïts podem parlar de diferents tipus de capitells: els més senzills, amb formes geomètriques simples, són de forma troncopiramidal invertida; un altre grup també amb decoració geomètrica, però en aquest cas més abundant; un tercer grup el conforma una sèrie de capitells cúbics amb dibuixos geomètrics i fitomorfs, i un altre grup està caracteritzat per disposar de pinyes a les volutes. Els capitells zoomòrfics presenten diferents tipus de composició: els uns presenten lleons rampants, els altres xais i uns tercers sirenes ocells. Pel que fa als capitells historiats, alguns responen a escenes bíbliques com la història d'Adam i Eva o la representació del Paradís. És interessant notar que, entre els capitells de la galeria meridional, es troben les armes dels Rocabertí.